# Vaniköy
Vaniköy è un quartiere (in turco semt) situato sul lato anatolico del Bosforo tra Çengelköy e Kandilli, all'interno dei confini del distretto di Scutari della provincia di Istanbul.

## Origine del nome
Il nome Vaniköy deriva da Vani Efendi, un devoto musulmano lì vissuto nel XVII secolo.

## Monumenti e luoghi d'interesse

### Edifici religiosi
La moschea di Vanî Mehmed Efendi, risalente al XVII secolo, si trova sulla riva del Bosforo.

### Edifici civili
Sulle colline del quartiere si trova l'osservatorio di Kandilli. Nel quartiere ci sono molti yalı notevoli. Fra questi, quelli di Kadınefendi, di Fazıl Bey, di Nazif Pascià e di Mahmut Nedim Pascià.
Il liceo militare di Kuleli si trova appena dopo Vaniköy, in direzione di Çengelköy.